# Sphenacodontoidea
Sphenacodontoidea je čvorno bazirana klada koja je definisana tako da uključuje najskorije zajedničke pretke Sphenacodontidae i Therapsid i njegove potomke (uključujući sisare). Sfenakodontoide karakteriše niz sinapomorfija u pogledu proporcije kostiju lobanje i zuba.

## Klasifikacija
Sledeća taksonomija prati Frobiča et al. (2011) i Bensona (2012) osim ako nije drugačije naznačeno.
Klasa Synapsida
- Sphenacodontoidea
  - Familija †Sphenacodontidae
  - Therapsida

## Literatura
- Laurin, M. and Reisz, R. R., 1997, Autapomorphies of the main clades of synapsids Архивирано на веб-сајту  (17. јануар 2021) - Tree of Life Web Project

## Spoljašnje veze
- Aron Ra - "Systematic Classification of Life (episode 16) - Sphenacodontia / Sphenacodontoidea"